# Tâm Vấn
Tâm Vấn (sinh ngày 16 tháng 7 năm 1934 – 3 tháng 7 năm 2018 tại Thành phố Hồ Chí Minh) là một nữ ca sĩ tân nhạc Việt Nam, tên tuổi của bà một thời được biết đến trong các buổi phát sóng của Đài phát thanh Hà Nội, Đài phát thanh Pháp Á, Đài Vô tuyến Việt Nam với các nhạc phẩm như Thu vàng, Mơ hoa, Ngày về, hay Gái xuân.

## Tiểu sử
Bà sinh tại Hà Nội, có tên khai sinh là Dương Thị Vân nhưng do húy kỵ với người trong họ ngoại nên gọi trại đi là Vấn. Khi đi học bị các bạn chọc ghẹo vì tên nghe như "vấn thuốc lá", Vấn đề nghị bạn bè gọi mình là "Tâm", một cái tên mà cô yêu thích. Sau này, khi chọn nghệ danh thì hai chữ Tâm và Vấn đã có sẵn nên tên họ trên giấy tờ về sau cũng theo đó mà được cải lại.
Người chồng đầu tiên của bà là nhà văn Thanh Nghị , nguyên phó Tổng thư ký Liên minh các Lực lượng Dân tộc, Dân chủ và Hòa bình Việt Nam, Thứ trưởng Bộ Thông tin – Văn hóa Cộng hòa miền Nam Việt Nam, Ủy viên Ủy ban Trung ương Mặt trận Tổ quốc Việt Nam. Trong thời gian đi làm cách mạng và ở ngoài bưng, bà đã nuôi nấng, dạy dỗ một đàn con của ông Thanh Nghị sau này đều nên người cả.
Sau khi gặp bác sĩ Nguyễn Đan Quế và nên duyên vợ chồng. Bà rất yêu mến và kính nể bác sĩ Quế vì ông rất thương yêu và quí mến mấy đứa nhỏ con của nhà văn Thanh Nghị cũng như rất tôn trọng bà.
Bà mất ngày 3 tháng 7 năm 2018 tại Thành phố Hồ Chí Minh.
Trong số các người con của bà, có Hoàng Trọng Thụy là một nhạc sĩ nổi tiếng và hiện đang là xướng ngôn viên tại Hải ngoại. Một người con nữa là Thạch Hoàng.